# 장기 기증

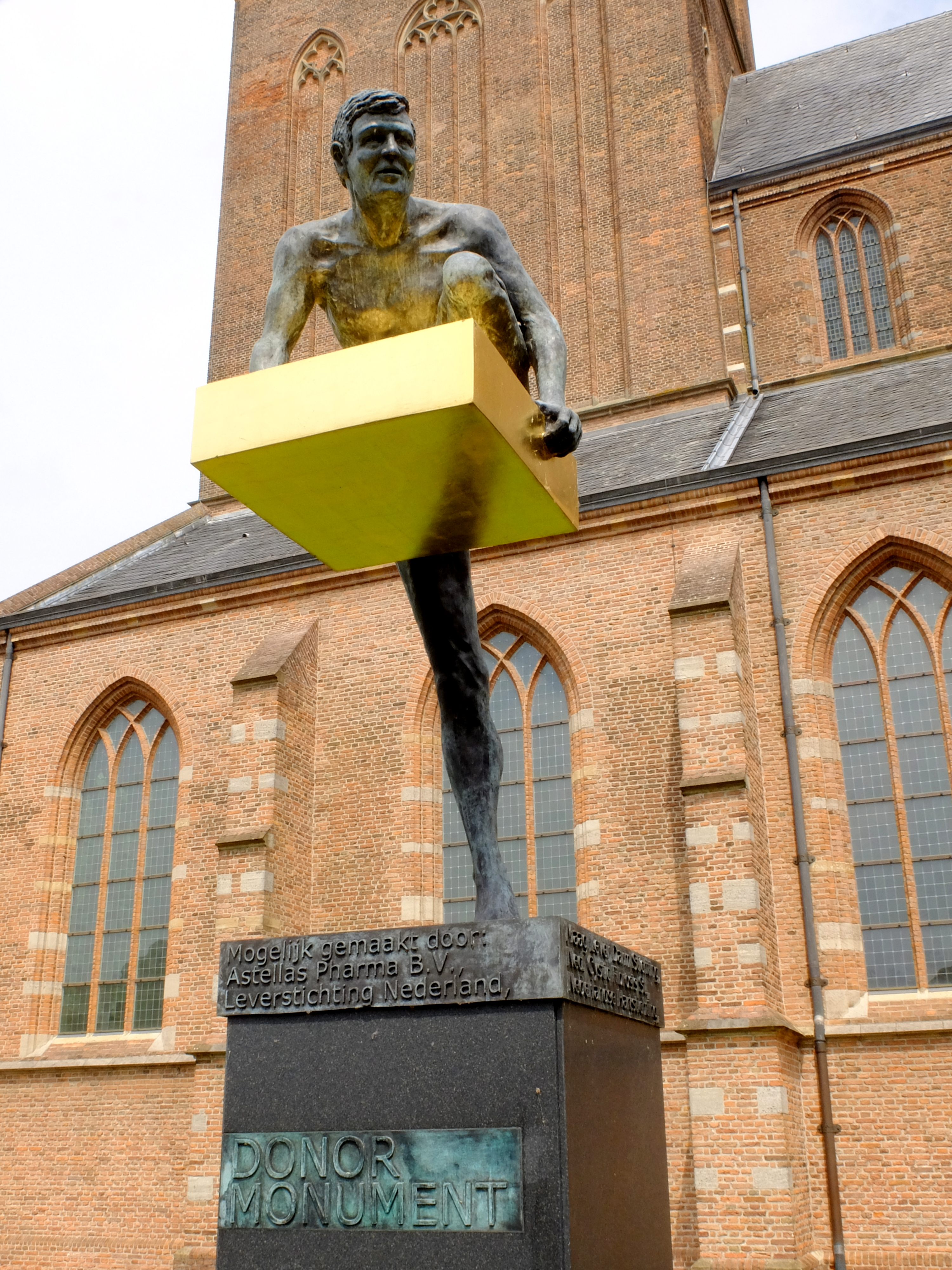

장기기증(臟器寄贈, 영어: organ donation)은 자신의 장기를 기증하는 일을 말한다. '장기 및 조직 기증자'가 기증하는 범위로는 장기(신장, 간장, 췌장, 췌도, 심장, 폐, 소장, 안구 등), 조직(뼈, 연골, 근막, 피부, 양막, 인대, 건, 심장판막, 혈관 등), 안구(각막) 등이 있다. 인구 100만명당 뇌사자 장기기증이 스페인 36명, 미국 26.1명, 프랑스 25명, 이탈리아 21.6명, 영국 16.8명이다.
대한민국은 뇌사자 장기기증이 2004년에 100만명당 1.4명에서 2013년 7.2명으로 증가했지만 세계적 기준에 미치지 못하고 있다. 생존자 장기기증은 37.1명으로 더 높았고  장기기증자 수는 2013년 2,375명으로 2007년 이후 처음으로 감소하였다. 하지만 뇌사자 장기기증률이 8%에  불과하고 이식 대기자 수가 실제 기증자 보다 10배가 더 많아 장기기증 활성화를 위하여 화장장 이용에 따른 비용을 면제하거나 장기 기증 대국민 아이디어 공모전을 펼치기도 했다. 뇌사자 또는 사망자의 장기를 이식하려면 자신이 이미 기증 의사를 밝혔다고 하더라도 유족 2명의 기증 동의를 받아야만 실제 기증이 이뤄지던 것을 2009년 5월 12일 보건복지가족부는 사망했거나 뇌사 상태에 빠진 사람이 생전에 장기 기증을 약속한 경우 유족이 반대하더라도 장기 기증이 이루어지게 되는 것을 골자로 한 ‘장기기증 활성화 제도 개선 방안’을 발표했다.
한편 조지타운대학 신경과학과 아비게일 마쉬 교수팀은 "장기 기증자들의 뇌는 일반인들보다 평균 9% 큰 것으로 나타났다. 특히 두려움이나 고통과 같은 자극을 처리하는 역할을 하는 오른쪽 편도체의 부피가 눈에 띄는 차이를 보였다. 장기 기증자들은 두려운 표정의 사진을 볼 때 오른쪽 편도체가 일반인보다 많이 활성화되는 경향을 보였다."  고 밝혔다.

## 세계의 장기기증자
- 1994년 가족과 함께 이탈리아를 여행하던 중 고속도로에서 총으로 무장한 노상강도들에 피습 당해 숨진 미국 뇌사소년 니콜라스(7)[10]
- 1997년 영국 에식스주 사우스 오켄든에 사는 매튜 하워드(11)는 집 근처에서 자전거를 타다 자동차에 치여 뇌사 판정을 받고 소년의 뜻에 따라 신장은 2명의 소녀에게, 간은 3명의 자녀를 둔 주부에게, 심장판막과 피부, 뼈, 혈관 등은 최소 40명에게 기증됐다.[11]
- 1997년 11월 11일 팔레스타인 소년 알리자와리시(9)가 베들레헴의 라헬 무덤 근처에서 놀다가 팔레스타인들의 시위를 진압 중이던 이스라엘이 쏜 고무탄알을 머리에 맞고 심한 뇌 손상에 의한 의식불명 상태에 빠진 끝에 뇌사 판정으로 2명의 이스라엘 소년에 장기이식[12]
- 팔레스타인 소년 카하르는 2003년 7월 23일 집 지붕에서 떨어져 이스라엘 페타티크바에 있는 아동병원으로 옮겨졌으나 7월 29일 뇌사판정을 받고 폐와 심장을 13세 이스라엘 소녀에게 이식하고 간은 11세 이스라엘 소년에게 이식됐다.[13]
- 2003년 10월 29일 진천에서 열린 ’2003 세계태권도 화랑문화 축제’ 겨루기부문 플라급에 출전했다가 상대 선수의 앞 돌려차기를 맞고 뇌사상태에 빠진 필리핀의 크롬웰 에르난데스[14]
- 영국 노팅햄 트렌트대학 1학년인 루비 나그라는 2008년 11월 20일 가족들에게 "눈에 좀 이상이 있다"는 말을 전화로 남긴 뒤 바로 쓰러져 몇 시간 만에 뇌수막염에 의한 뇌사상태에 빠져 다음날 숨을 거두고 난 뒤 몇 시간 만에 그녀의 심장, 폐, 간 그리고 두 개의 신장은 각각 5명의 환자에게 이식됐다.[15]

## 대한민국의 장기기증자

### 1980년대
- 1988년 1월 수원경찰서 형사계 조광식(33) 경장, 이왕재(32) 순경 등 3명의 경찰관으로부터 경찰서 지하철 등에서 손을 뒤로 하여 수갑을 차인 채 척추 양쪽 부분을 강하게 얻어맞는 등 경찰의 고문으로 뇌사 상태에 빠진 뒤 37일동안 인공호흡기로 연명하던 명노열(16)[16]

### 1990년대
- 1992년 8월 26일 아침 세면장에서 넘어져 뇌진탕 증세를 보여 병원으로 후송되어 입원했으나 뇌사 판정을 받은 육군 제8265부대(특공여단) 군종병사 양희찬(21) 상병이 7명에게 장기기증(KBS 긴급구조 119 - 1995년 6월 20일 방송분 참조)[17]
- 과로로 쓰러져 뇌출혈에 의한 뇌사에 빠진 중부수도사업소 소속 공무원 이동현(44)[18]
- 1994년 7월 25일 새벽 촬영을 마치고 귀가길에 교통사고를 당해 혼수 상태에 빠진 탤런트 석광렬이 8월 1일 7명에게 장기기증[19]
- 1994년 10월 25일 검문근무 중 음주운전차에 치여 뇌사상태에 빠진 대구 북부경찰서 방범순찰대 박배성(21) 상경[20]
- 1994년 11월 2일 강원도 동해시 해양경찰서 이강안(26) 순경은 근무지인 동해시 송정동 도로에서 승용차를 몰고 가다 중앙선을 침범한 트럭과 충돌, 뇌를 다쳐 경찰병원으로 이송되었으나 뇌사판정을 받고 장기 6개를 선천성 심장질환을 앓고 있는 3세 어린이를 비롯해 말기 간경화 증세와 만성 신부전증을 앓고 있는 환자에게 이식[21]
- 1995년 1월 18일김정용 농림수산부 차관보 뇌사 판정 뒤 장기기증[22]
- 전직 국가대표 롤러스케이트 선수 정철기(29)가 1995년 5월 4일 서울가든호텔 뒤편에서 후배 제자들과 함께 CF촬영을 위해 롤러블레이드를 타다 균형을 잃고 미끄러지면서 시멘트 바닥에 머리를 부딪혀 의식을 잃고 뇌사 판정[23]
- 1996년 7월 3일 오전1시반경 친구의 집에서 공부를 하던 중 간식을 사먹기 위해 오토바이를 타고 가다 교통사고를 당해 뇌사 판정을 받은 이성현(18·대전 명석고3학년)은 난치병 환자 6명에게 장기기증[24]
- 1996년 11월 여군 하사관학교에 들어간 여군 하사관 후보생 송하나(22)은 완벽을 추구하는 성격 때문에 스스로 부족하다는 강박관념에 시달리다 1997년 1월 31일 국방부 내 여군학교 건물 3층에서 투신, 의식불명에 빠져 뇌사판정을 받고 장기기증[25]
- 1995년 9월 육군종합행정학교 교관(소령)을 끝으로 20년의 군생활을 마치고 예편한 뒤 장애인보호시설인 재단법인 성림재단 산하 요양원 총무로 일하다 1997년 10월 27일 새벽 3시30분께 서울 송파구 가락동 가락시영아파트 자택에서 과로에 의한 심장마비로 숨진 朴勝寅(42.서울 송파구 가락동)은 1996년 1월 "뇌사상태에 빠질 경우 장기 전체를, 사망할 경우 각막을 필요한 사람에게 기증하고 시신은 실험용으로 써달라"는 내용의 서약서를 사랑의장기기증운동본부에 제출했었다.[26]
- 간호사가 되어서 병자를 돌보겠다는 꿈을 가졌던 울산 명정초등학교 5학년 정영주(12)가 1997년 12월 18일 학교에서 돌아와 친구들과 뛰어놀다가 갑자기 쓰러져 채뇌사상태에 빠져 12월 25일 8명의 환자에게 장기기증[27]
- 1998년 2월 24일 서울 장충체육관에서 열린 서울시 아마복싱선수권대회에서 경기 중에 상대 선수의 주먹에 머리를 맞고 쓰러져 의식을 잃은 양훈석(24)[28]
- 1998년 4월 3일 교통사고를 당해 뇌사판정을 받은 충북 청주시 주성중학교 3학년 이창희(15)[29]
- 1999년 1월 7일 부대에서 차량전복사고로 전남대병원에 입원 중이던 육군보병학교 김형주(23) 병장이 1월 18일 뇌사판정[30]
- 연세대 의대 세브란스병원 레지던트 1년차 임상순(28)이 1999년 2월 4일 새벽 택시를 타고 출근하다가 교통사고를 당해 뇌사[31]
- 1998년 4월 3일 충북 청원군에 살던 송아무개(3)가 쓰레기더미를 태우며 놀던 중 폭발물이 터지면서 튀어나온 이물질에 목 혈관을 찔려 뇌사상태[32]
- 1998년 7월 2일 새벽 장대비에 기와집이 무너지는 바람에 크게 다쳐 7월 7일 뇌사 판정을 받은 장애아 특수학교인 전주 선화학교 6학년 이성미(12)[33]
- 1999년 3월 17일 용접 일을 마친 뒤 오토바이를 타고 귀가하다 주차되어 있던 트럭을 받아 뇌사상태에 빠진 정희철(35)이 장기와 각막 등을 5명에게 기증[34]
- 1999년 8월 6일 새벽 5시경 신문을 배달하기 위해 동해시 발한동 청년회의소 회관 앞 횡단보도를 건너다 소형 화물트럭으로 추정되는 뺑소니 차에 치여 뇌사 상태에 빠진 동아일보 배달 청소년인 동해공고 2학년 홍성준(17)[35]

### 2000년대
- 자신의 집 계단에서 넘어진뒤 뇌출혈로 뇌사상태에 빠져 있다가 숨진 강부갑(32.요리사.부산시 남구 대연동)에 대해 부산지검 형사2부 김도읍(金度邑) 검사는 2000년 5월 8일 `장기 등 이식에 관한 법률' 시행을 위해 대검찰청이 마련한 `장기 적출.이식 관련업무처리지침'(2000년 4월4일부터 시행)에 따라 즉시 병원 등 현장에 찾아가 장기적출 시술을 승인, 변사자의 안구(장기 등)가 시술희망자에게 이식되었다.[36]
- 2000년 9월 8일 저녁 미 로스앤젤레스 남부 산타페 스프링스에서 자신이 경영하는 비타민 제조공장 `에메랄드 엔터프라이스' 주차장에서 괴한들에게 핸드백과 승용차를 강탈당한 뒤 차에 치여 머리에 중상을 입고 뇌사 판정을 받은 한국 여자 스피드스케이팅 국가대표 선수였던 이옥하(50) 장기를 전부 기증[37]
- 울산의대 서울중앙병원 소아흉부외과 서동만 교수팀은 “2001년 3월 19일 뇌사자(여·39)의 심장을 떼어내 확장심근증으로 사경을 헤매고 있던 이모군(9)에게 이식하는 데 성공했다”고 2001년 3월 30일 밝혔다.[38]
- 2001년 12월19일 오토바이 사고로 강릉아산병원으로 옮겨졌으나 뇌 속의 과다출혈로 뇌사 상태에 빠진 강원 동해시 동해상고 1학년 김태희[39]
- 동명정보대 정보공학부 2학년에 다니다 2001년 2월 입대하여 5월부터 육군 철벽부대 열상감시장비(TOD) 운용요원으로 근무해오다 뇌내출혈로 뇌사 판정받은 이시우(20) 일병[40][41]
- 청각장애아들을 둔 김순금(45.경기도 부천시)은 두통을 호소하다 갑자기 쓰러져 2003년 3월 22일 오후 속초의료원을 통해 강릉 아산병원 응급실로 옮겨졌으나 심장정지와 호흡정지 상황에서 심폐소생술로 겨우 생명만 유지한 뇌사상태에서 2003년 3월 28일 저녁 5명에게 장기를 기증[42]
- 1993년에도 생활보호대상자로 신부전증을 앓으며 어렵게 지내던 여중생에게 신장을 이식했던 변길자씨(60·여·경기 안양시 동안구 비산1동) 2003년 8월 20일 간을 기증[43]
- 생명부지의 사람에게 신장을 기증한 정순자(39·여·대전)[44]
- 6·25 참전용사로 1950년 화랑무공훈장을 받고 1957년 11년간 군 생활을 정리하고 육군 헌병 중위로 예편한 뒤 택시회사 인력관리회사 등을 운영해온 장인국(77)은 2000년 8월 사랑의장기기증운동본부를 찾아 장기기증 서약서를 작성했다. 2004년 11월 11일 교회 신도들과 외출한 뒤 귀가해 경기 의정부 자택에서 고혈압으로 갑작스레 숨을 거둬 시신을 의학 연구용으로 기부하고 장기를 기증했다.[45]
- 2005년 6월 27일 오전 자신의 집 옥상에서 실족해 뇌사상태에 빠진 뒤 28일 뇌사판정을 받자 아낌없이 장기를 기증한 최지훈(24·마산시 진동면 고현리)과 의과대학에 시신을 기증한 이희전(86) 할아버지[46][47]
- 불교 조계종 총무원장 법장스님의 법구(法軀·승려의 시신)가 입적한 지 하루 만인 2005년 9월 12일 동국대 일산병원에 장기 기증과 연구용으로 기증[48]
- 평소“화장을 하든 매장을 하든 흙으로 돌아갈 육체에 미련을 가질 필요가 없지 않겠어요? 더구나 의대 다니는 우리 손자가 해부용 시신이 부족해 공부에 어려움이 많다는데….”라는 대화를 나눴던 박영길(2000년 87세로 사망)ㆍ조영주(2006년 1월 12일 94세를 일기로 노환으로 사망) 부부[49]
- 친구들과 담소를 나누던 중 갑작스럽게 의식을 잃고 쓰러져 인근 병원으로 이송되었으나 뇌출혈을 진단받고 혼수상태에서 깨어나지 못한 채 2014년 10월 23일 뇌사 판정을 받은 김석분(75)은 간과 신장, 각막을 기증하였다.[50]
- 국내 첫 외국인 신장기증인 가브리엘[51]
- 경북 포항시 북구 덕수동에서 제조업체 자영업을 해 온 서동광(徐東光·51)은 2004년 4월 2일 과로로 쓰러져 포항 선린병원에서 치료를 받아 오다 4월 16일 대구 계명대 동산의료원으로 옮겨졌으나 뇌사 판정[52]
- 2000년 청주과학대 간호과를 졸업하고 바로 충북 청주성모병원 간호사가 된 정선희(26)씨는 주로 산부인과 병동에 근무하면서 신생아들을 돌보다가 갑작스런 뇌출혈로 쓰러진 뒤 뇌사 판정[53]
- 1981년 미국으로 이민, 할리우드 CBS방송 구내식당을 운영하고 있는 김동욱(55)씨의 2남2녀중 장남이자 로스앤젤레스 인근 버밍햄고교를 졸업한 뒤 미술학원 강사로 일했으며 2003년에는 로즈퍼레이드에서 스태프로 참가했고  최근까지 '발렌시아홀 푸드' 직원으로 근무했던 앤디 김(26.한국명 태준)은 2004년 10월 23일 새벽(이하 현지시간) 미국캘리포니아주 엔시노에서 LA 서북부 샌퍼난도 밸리 밴 니스의 집으로 돌아가기 위해 교차로에서 닛산 프론티어 트럭을 타고 신호대기중, 옆에 다가온 라틴계 용의 차량에서 쏜 총에 목을 맞아 뇌사상태[54]
- 뇌동맥류 파열로 갑자기 쓰러진 뒤 뇌사상태에 빠진 김상진 씨(31·회사원)이 뇌사상태에 빠진 뒤 7명의 다른 환자에게 심장, 간장 등 장기와 각막을 기증했고 이는 국내에서 생전에 ‘뇌사 시 장기 기증’ 서약을 한 8만여 명 중 실제로 서약을 지킨 첫 번째 사례다.[55]
- 특공대에서 군생활을 할 정도로 각종 무술과 운동으로 건강을 다져 큰 병 한번 앓은 적이 없던 최장호(37.정읍시 농소동)가 2006년 3월 28일 정읍시내의 한 노인회관 공사를 맡았을 때, `할아버지 할머니가 쉴 곳인데 빨리 공사를 끝내야 한다'며 악천후를 무릅쓰고 지붕에 올라갔다가 갑자기 불어온 돌풍으로 5ｍ 높이에서 추락, 의식을 잃은 지 닷새 만에 뇌사 판정을 받았다.[56]
- 증권회사 간부로 일하다 1997년 은퇴한 김 씨는 1999년 9월 일찌감치 장기 기증과 각막 기증 서약한 김성환(58)은 2006년 9월 29일 대학 동창들과 등산을 마치고 서울 송파구 잠실본동 빌라 5층 집으로 올라가다 갑자기 어지러움을 느끼면서 계단 아래로 굴러 떨어져 머리를 크게 다쳐 병원으로 옮겨져 수술을 받았으나 2006년 10월 4일 결국 뇌출혈로 뇌사 판정으로 각막 2개와 신장 2개, 간을 기증[57]
- 현대자동차 울산공장 소재생산관리부 기사 한성수(41.울산 중구 태화동)가 뇌출혈로 뇌사상태에 빠져 간과 신장, 안구 등 장기를 7명의 환자에게 기증[58]
- 캐나다 토론토에 살던 메이저리거를 꿈꾸던 16살 마이클 김은 2006년 11월 2일 귀갓길에 트럭에 치이면서 머리를 다쳐 뇌사 상태에 빠져 6명의 환자들에게 장기를 기증[59]
- 원주 문막정보고등학교를 졸업하고 2007년 경북전문대 경찰경호행정계열에 입학 예정이었던 송대현(18·순창군 순창읍)은 순창에 있는 부모님의 치킨집 일을 도와주다 불의의 교통사고를 당해 2007년 1월 16일 전북대학교병원에서 뇌사 판정을 받고 간과 신장, 심장과 췌장을 5명에게 기증[60]
- 미국 로스앤젤레스에 살던 박세진은 2007년 1월 11일(현지시간) 뇌졸중으로 쓰러져 샌버나디노카운티 병원으로 옮겨져 수술을 받았지만 다음 날 뇌사판정을 받자 평소의 뜻대로 8명에게 장기 기증[61]
- 2007년 2월12일 평소와 다름없이 퇴근 길에 헬스장에 들러 운동을 하다 뇌혈관이 터져  쓰러진 현대엘리베이터 기능직 노동자 남병현(48)[62]
- 2005년 11월 천안의 모 대학 경리부장과 고급 승용차 운전자 등 9명을 연쇄 살인한 혐의로 기소돼 1, 2심에서 사형을 선고받았으나 최근 자신의 형과 공모한 5건을 포함해 모두 7건의 살인 사건을 추가로 자백해 지난주부터 검찰의 추가 조사를 받을 예정이었던 김모(43·미결수)가 충남 천안시 성거읍 천안구치지소 내 수감실에서 침낭에서 뜯어낸 지퍼 끈을 이용해 자살을 기도, 병원으로 옮겨졌으나 숨졌다. 김 씨의 수감실에서는 '내 죄를 용서해 달라'는 등 참회의 내용이 적힌 A4용지 3~4장 분량의 유서가 발견됐다.[63]
- 부천 계남초등학교를 다니다 뇌종양으로 세상을 떠난 안우석(9)[64]
- 서울 은평구 한 교회에서 집사였던 이재득(55)은 2007년 3월 25일 부인 조희정(53)과 함께 사후각막기증 및 뇌사장기기증을 서약했는데 2007년 4월 2일 오전 9시께 집에서 갑자기 쓰러졌고 인근 병원으로 급히 후송되었으나 혼수상태에서 심폐소생술 등을 받았지만 오후 8시께 급성 심근경색으로 사망했다.[65]
- 제주도 서귀포시 동홍동에 사는 주부 강모씨(33)는 2007년 3월 27일 의식을 잃었고 제주대병원에 옮겨졌으나 심장만 뛰는‘뇌수막염’으로 진단[66]
- 2007년 4월 30일. 회사직원과 회식 후 집에서 돌아 온 직후인 저녁 7시쯤 구토와 함께 뇌출혈로 쓰러진 어린 세 남매의 아버지 이주영씨(41, 하남시 덕풍동)[67]
- 뇌출혈로 떠나면서 심장, 간, 신장, 각막 등을 5명에게 기증한 홍순영 씨(41·전주시 호성동)[68]
- 2006년 4월 병원을 찾았다가 뇌종양 발병 사실을 알게 된 윤창현(28)은 종양 제거 수술을 받은 뒤 건강을 되찾는 듯했으나 2007년 8월 15일 밤 갑자기 쓰러져 다시 일어나지 못했다.[69]
- 2007년 7월 4일 시각장애인 1급 이영길(53)씨가 교통사고로 뇌사상태에 빠지자 가족들은 고인의 뜻에 따라 심장, 간 등 4개 장기와 뼈, 피부조직까지 모두 50명에게 기증[70]
- 생전에 장기 기증 의사를 밝힌 임문택(37.완주군 소양면)는 2006년 대전의 호남고속철도 공사 현장에서 일하던 중 건물 5층 높이의 교각에서 떨어져서 사망[71]
- 2007년 9월 18일 전북 익산시 김순례(49.여)는 고혈압 뇌졸중으로 쓰러져 원광대병원 응급실에서 치료를 받아오다 끝내 의식을 회복하자 뇌사판정을 받고 신장과 각막과 간 등 모두 5개의 장기를 기증[72]
- 교통사고로 뇌사판정을 받은 피겨아이스댄싱 빙상선수였던 김민우(21)가 2007년 10월  3일 오전 1시께 경기도 과천에서 후배 선수 지도를 마친 뒤 서울 가락동 집으로 차를 몰고 가다 서울 강남구 일원동 양재대로에서 가드레일을 들이받아 크게 다쳐 의식불명에 빠졌고 다음날 오후 1시 최종 뇌사판정받자 6명에게 장기기증[73]
- 키 172cm의 건장한 체격으로 평소 '운동 선수를 해 보는 게 어떻겠느냐'는 말을 들을 정도로 건강했던 백남식(53.전주시 효자동.공무원)의 늦둥이 아들 백승기(13.중1)가 체육 수업 시간에 오래 달리기를 하다가 갑자기 쓰러져서 뇌사 판정받고 13명에게 장기기증[74]
- 전주시 삼천동에 거주하는 박선화(45.여)가 2007년 12월17일 자동차를 몰고 주차장에서 나오던 중 운전대를 잡은 채 갑자기 차에서 정신을 잃었고 중앙선을 넘어 맞은편에 있던 한 농기계센터 사무실을 뚫고 들어갔다. 차 안에서 의식을 잃었다.[75]
- 2008년 1월 2일 뇌사 판정을 받은 최요삼(35.숭민체육관이 장기 적출 수술을 통해 심장, 신장, 간장, 췌장, 각막 등 최대 9개의 장기를 이식자들에게 나눠주었다.[76]
- 2008년 4월 28일 오후 11시30분께 고양시 백석동 자신의 집에서 갑자기 쓰러진 고양소방서 신도119안전센터 소속 김영민(29) 소방사[77]
- 여성복 디자이너로 활동하다가 2008년 5월 16일 아침에 갑자기 쓰러진 이상규(40.경남 양산시) 여성복 디자이너[78]
- 전북대 시스템공학부에 다니다 쓰러져 2008년 7월 18일 최종 뇌사판정을 받은 노정진(23)이 2명에게 신장, 1명에게 간, 2명에게 각막을 각각 기증[79]
- 충북 음성군 감곡면 매괴고 2학년에 재학 중이던 윤덕근(17)이 여름방학을 맞아 15박 16일의 하와이 연수를 떠난 2008년 7월 18일 오후 4시 호텔수영장에서 수영을 하다 심장마비를 일으켜 급히 병원으로 옮겨졌으나 혼수상태에 빠졌으나 부모의 장기기증 허락으로 수십명의 생명을 구하고 숨을 거두었다.[80][81]
- 실용음악 학원을 다니며 기타를 배우고 교회 성가대에서 드럼 보조 연주자로 활동하며 가수의 꿈을 차근차근 키워가던 경남 창원시 남산고 1학년 김용세(16)는 2008년 8월 2일 친구와 함께 영화를 보고 귀가 길에 등 뒤에서 오는 승용차에 치어 근처 파티마병원으로 옮겨졌으나 뇌를 크게 다쳐 더 이상 손을 쓸 수 없는 상황에 처하게 됐다.[82]
- 2008년 8월 24일 단짝 친구를 집으로 초대해 휴식하던 옥천여중 2학년 박연주(14)는 갑자기 호흡곤란을 호소하며 의식을 잃었고 인근 병원서 심폐소생술을 통해 가까스로 생명은 건졌지만 끝내 의식을 되찾지 못했다.[83]
- 2008년 9월 1일 하교를 한 아이들과 외출을 하고 돌아오던 엘레베이터 안에서 의식을 잃고 쓰러져 뇌동맥류 파열로 인한 뇌출혈이라는 진단을 받고 응급수술에 들어갔으나 뇌사 판정을 받은 오수연씨(36)[84]
- 2008년 7월 24일 오전 11시30분 사무실에서 갑자기 의식을 잃고 쓰러져 아산병원으로 이송돼 뇌출혈로 인한 뇌사 판정을 받았으며 8월 3일 오후 8시20분 사망한 강남경찰서 생활안전계장인 김유신 경감(45)[85]
- 2008년 10월 20일 새벽 3시 뇌출혈로 쓰러진 자동차부분정비 안양시지회 조합원 김동호씨(41세)[86]
- 2008년 11월 6일 오후 4시30분 청주시 흥덕구 봉명동 한 아파트 인근에서 2학년 A군 등 급우들로부터 폭행을 당해 의식을 잃은 상태로 청주와 서울을 오가며 치료받았지만, 일주일 이상 뇌사상태에 빠졌던 충북 청주 모중학교 김모군(14)은 장기기증을 하고 세상을 떠났지만 청주지법 김춘수 영장전담판사는 2008년 11월19일 같은 반 친구를 폭행해 뇌사상태에 빠뜨린 혐의(폭행치사)로 청주지검에 의해 사전 구속영장이 청구된 이모(14.중2)군에 대한 영장실질심사에서 "피의자가 아직 나이 어린 학생이고 그동안 학교생활에서 큰 문제를 일으켰다고 보이지 않는 점, 자신의 잘못을 깊이 뉘우치고 있고 차후 피해자 측과 원만히 합의할 여지가 있는 점 등을 참작했다"고 영장 기각 사유를 밝혔다.[87][88][89]
- 서울 수송중학교 김철희 교사(46)는 2008년 11월 28일 오후 1시께 학교에서 근무 중 뇌출혈로 쓰러져 의식을 잃고 병원에 입원했으나 이달 12월 2일 깨어나지 못하고 끝내 영면했다.[90]
- 2008년 12월 2일 뇌출혈로 쓰러져 장기를 기증한 중화요리점 조리사 정 모씨(49), 12월 7일 신학대학교 4학년에 재학중인 만학도 안 모씨(55.여), 12월 8일 뇌출혈로 응급실에 내원한 최 모씨(53.여), 12월 6일 천 모씨(47)[91]
- 노환으로 경남 김해시의 모 요양병원에서 치료를 받다가  2009년 1월 20일 오후 사망한 윤복노(68.부산시 사하구) 씨가 숨지면서 각막을 기증[92]
- 20여년간 경찰이 상시적으로 동향을 살피고 범죄첩보를 입수하는 1순위 조폭 관리대상이었던 전직 조폭 A씨(51)가 2009년 1월 23일 뇌출혈로 쓰러진 뒤 자신의 모든 장기를 기증하고 생을 마감했다.[93]
- 2009년 2월 16일 서거한 김수환 추기경이 생전 장기 기증 서약대로 사후 각막을 두 사람에게 기증하였다.
- 지병인 고혈압에 의한 뇌출혈 환자로 2009년 3월 3일 뇌사판정을 받은 K(65)씨가 당일 곧바로 장기적출 수술을 받고 간, 신장 2개, 각막 2개 등 5개의 장기를 이식 대기환자 5명에게 나눠줬다.[94]
- 지난 2009년 3월 13일 교통사고로 중태에 빠져있다 결국 깨어나지 못한채 이날 뇌사 판정을 받은 뒤 가족들이 장기를 기증한 경남도 문화예술과 대장경천년엑스포(국제행사) 담당 오경화(41.여.마산시 교방동)[95]
- 경기지역 제7포병여단에서 복무 중이던 박상민(22) 상병은 2009년 3월 30일 연병장에서 아침 구보를 하다 경련 증세를 보이며 갑자기 쓰러졌다. 부대 의무실에서 응급처치를 한 뒤 인근 병원으로 긴급 후송됐지만 급성 뇌경색이란 진단을 받아야 했다. 이후 왼쪽 뇌 운동신경이 손상돼 마비 및 언어장애가 진행되다가 지난 2009년 4월 14일 끝내 뇌사 판정[96]
- 2009년 6월 14일 강원도 삼척시.태백시.영월군.정선군 일대에서 열린 하이원 국제트라이애슬론대회에 출전한 서창교씨(50)는 이날 태백시의 내리막 구간을 달리던 중 의식을 잃고 자전거와 함께 쓰러져 5일 후 뇌사 판정을 받고 이식 수술에 들어가 간과 신장, 각막 등을 5명의 환자에게 기증[97]
- 전북 김제에서 농사를 지으면 어렵게 가족을 부양하던 언어장애 4급인 이영진(57)이 생계를 잇기 위해 참여한 공공근로 도중 간식으로 나온 삶은 계란을 먹다 목에 걸려 호흡이 정지됐고 저산소성 뇌손상을 입어 그로부터 10일이 지난 2009년 6월 20일 오후 3시 뇌사 판정[98]
- 한국가스공사 경영관리팀 과장 장만기(43)[99]
- 뇌사상태에서 장기를 기증한 뒤 세상을 떠난 준호(5)의 아빠,“하나님께서 칭찬하실거야”[100]
- 2009년 12월 28일 오후 자신의 집 근처인 전북 군산시 미룡동 대학로 대로에서 자전거를 타고 교회에 가다 승용차에 충돌, 사고 직후 군산의료원을 거쳐 전북대 병원으로 옮겨져 치료를 받았지만 사흘째인 30일 오전 최종 뇌사판정을 받은 윤소라(24)[101]
- 충북 제천 디지털전자고교 2학년에 재학 중인 박민지는 2010년 1월 7일 아버지(50), 남동생(15)과 함께 살던 조그만 아파트에서 두통을 호소하며 의식을 잃었다. "아빠, 내가 이렇게 아프면 안되는데…, 아빠한테 너무 미안한데…"라는 말이 마지막이었다. 의식을 잃은 채 서울의 큰 병원으로 옮겨졌지만 곧 뇌사 판정을 받았다.[102]

#### 2013년
- 태국에서 목회자인 남편 윤광섭 목사와 함께 16년간 선교활동을 해온 이영신(54) 선교사[103]
- 서울예술종합대학교에 입학해 음악을 전공하면서 가톨릭 수도자의 꿈을 품고 천주교 서울대교구 한강성당에서 주일교사로 활동하던 중 지난 2013년 1월6일 봉사단과 함께 겨울 스키캠프에 간 김동진씨(21)이 스노보드를 타던 중 가볍게 쓰러져 지주막하출혈을 진단받고 뇌출혈이 진행돼 혼수상태[104]
- 희귀 질환인 파킨슨병을 앓는 아버지를 홀로 모시던 53세인 정모씨가 2013년 1월 12일 새벽 3시50분께 서울 동작구 사당동의 한 주점에서 혼자 술을 마시다 옆자리에 있던 김모(54)씨와 시비가 붙어서 폭행사건에 휘말리면서 뇌사상태[105]
- 2013년 1월 8일 쌍용자동차 평택공장 조립2팀 직원 류모(49)가 평택공장 조립2라인에서 목을 매 자살을 기도한 것을 동료 직원이 발견, 인근 병원으로 옮겨졌지만 뇌사 상태자살을 기도한 뒤 뇌사상태[106]
- ‘연골무형성증’이라는 희귀한 유전성 장애를 앓았던 엄동근(32)이 무산소성 뇌손상과 뇌부종으로 끝내 뇌사판정[107]

#### 2014년
- 뇌출혈로 쓰러진 뒤 뇌사 상태에서 장기기증을 통해 5명에게 장기를 기증한 아내에 이어 남편인 전진현도 신장 기증[108]

#### 2015년
- 2015년 1월 24일 뇌혈관질환장애를 앓고 있던 세은(16)이의 양측 신장과 각막 등을 5명의 환자에게 기증했다.[109]
- 2015년 3월 6일 밤 9시께 일을 마치고 잠깐 친구를 만나 차를 마신 후 귀가하던 중 횡단보도를 건너다 택시와 부딪히면서 머리를 다쳐 후두부 출혈에 의한 뇌사 판정을 받은 산업통상자원부 운영지원과 공무원 백정옥(49)은 2015년 3월 9일 신장, 간장, 폐, 심장 등 총 5개의 장기를 기증하였다.[110]
- 전라남도 태권도 대표선수로 금메달을 딴 적이 있는 전남 광양의 중학교 3학년 이창현(16)은 뇌사 상태에서 2015년 4월 11일 폐와 간장, 췌장, 좌우신장 등 5개의 장기를 기증했다.[111]

## 장기기증 선언
- 인덕대학교 대학생 2백93명이 뇌사상태에 빠지면 자신의 각막과 신장 등의 장기를 필요로 하는 사람들에게 기증[112]
- 2000년 5월 8일 경기 안산시 안산동산교회 신도 1178명이 사후 또는 뇌사판정을 받을 경우 각막과 장기, 시신 등을 기증하겠다는 서약[113]
- 남서울은혜교회(홍정길 목사·서울 수서동)는 2000년 12월 3일 주일예배시간에 사랑의장기기증운동본부(본부장 박진탁)를 초청해 대규모 장기기증운동을 벌였다．이날 예배에 참석한 2763명의 성도 가운데 50%에 가까운 1137명이 장기기증을 서약했으며 서약내용은 뇌사시 장기기증이 658명,시신기증이 592명 등이다．[114]
- 부산 부민동 영락교회(담임목사 윤성진) 신도 487명이 단체로 장기기증 서약[115]
- 전북 완주군에 있는 한일장신대(총장 이용호) 학생과 교직원 201명이 장기 기증[116]
- 서울 필운동에 위치한 배화여자대학교 재학생 3000여명이 2002년 9월 19일 채플시간에 뇌사시 장기기증을 비롯한 사후화장을 유언으로 남기는 단체 서약[117]
- 과천 은파선교감리교회 이근희(44) 목사와 신도 등 124명은 2003년 10월 12일 가진 일요일 낮 예배에서 한국생명나눔운동본부 주관으로 사후 장기와 시신을 기증하고 화장하겠다는 서약에 동참했다.

## 장기기증 홍보영상
- 생명나눔뉴스9 연예 편 - “연예계 소문난 나눔좌 TOP9”
- 생명나눔뉴스9 역사 편 - “생명나눔 최초, 최다의 주인공 TOP9”

## 장기기증자
2011년 6월 의료기관의 뇌사 추정자 신고 의무화를 담은 ‘장기이식법’ 개정안이 시행
- 뇌사자 장기기증
  - 2002년 36명[118]
  - 2004년 86명[119]
  - 2005년 91명[120]
  - 2006년 141명[118]
  - 2007년 148명[118]
  - 2008년 256명[118]
  - 2009년 261명[118]
  - 2010년 268명[121]
  - 2011년 368명[121]
  - 2012년 409명 368건[121]
  - 2013년 416명[122]
  - 2014년 446명[120]

## 같이 보기
- 뇌사
- 장기 이식
- 장기기증의 날
- 《아주 오래동안 영원히'》(원제 The Nicholas Effect)
- 《열한 살에 천사가 된 아이》[123]
- KBS 1TV 의학다큐멘터리 《생로병사의 비밀》200회 특집 장기기증 3부작[124]